# Sumatorio de Ramanujan
El sumatorio de Ramanujan es una técnica inventada por el matemático indio Srinivasa Ramanujan para asignar una suma a una serie divergente infinita. A pesar de que el sumatorio de Ramanujan de una serie divergente no es una suma en el sentido tradicional, ésta tiene propiedades que las hacen matemáticamente útiles en el estudio de series infinitas divergentes, para las cuales la suma normal no está definida. 

## Desarrollo
El sumatorio de Ramanujan se desarrolla esencialmente usando propiedades de las sumas parciales, en lugar de tomar propiedades de la suma global, la cual no existe. Usando el método de Euler–Maclaurin junto con la regla de corrección que hace uso de los números de Bernoulli, se obtiene:
{\displaystyle {\begin{aligned}&{\frac {f\left(0\right)}{2}}+f\left(1\right)+\cdots +f\left(n-1\right)+{\frac {f\left(n\right)}{2}}=\\&{\frac {f\left(0\right)+f\left(n\right)}{2}}+\sum _{k=1}^{n-1}f\left(k\right)=\sum _{k=0}^{n}f\left(k\right)-{\frac {f\left(0\right)+f\left(n\right)}{2}}=\int _{0}^{n}f(x)\,dx+\sum _{k=1}^{p}{\frac {B_{2k}}{(2k)!}}\left(f^{(2k-1)}(n)-f^{(2k-1)}(0)\right)+R\end{aligned}}}
Ramanujan reescribió éste para distintos límites de la integral y del sumatorio correspondiente, en el caso en el cual p tiende a infinito:
{\displaystyle \sum _{k=a}^{x}f(k)=C+\int _{a}^{x}f(t)dt+{\frac {1}{2}}f(x)+\sum _{k=1}^{\infty }{\frac {B_{2k}}{(2k)!}}f^{(2k-1)}(x)}
donde C es una constante específica de la serie a tratar. Su continuación analítica y los límites de la integral no fueron especificados por Ramanujan, pero se supone que son los mencionados arriba. Comparando ambas fórmulas y asumiendo que R tiende a 0 y x tiende a infinito, se puede ver que, en un caso general, para funciones f(x) que no divergen en x = 0:
{\displaystyle C(a)=\int _{0}^{a}f(t)dt-{\frac {1}{2}}f(0)-\sum _{k=1}^{\infty }{\frac {B_{2k}}{(2k)!}}f^{(2k-1)}(0)}
donde Ramanujan asumió que a = 0. Tomando {\displaystyle a=\infty }, normalmente se puede recuperar la suma usual para series convergentes, así pues  C(0) fue propuesta para su uso en la suma de la secuencia divergente.

## Suma de series divergentes
Usando extensiones estándar para series divergentes conocidas, Ramanujan calculó la «suma» de estas. En particular, la suma 1 + 2 + 3 + 4 + · · ·+ n +· · ·  es
{\displaystyle 1+2+3+\cdots =-{\frac {1}{12}}(\Re )}
donde la notación {\displaystyle (\Re )} indica que es un sumatorio de Ramanujan. Esta expresión aparece originariamente en uno de los cuadernos de Ramanujan, sin ningún tipo de anotación que indicara que ésta se trataba de un sumatorio de Ramanujan.
Para potencias pares positivas, se obtiene:
{\displaystyle 1+2^{2k}+3^{2k}+\cdots =0(\Re )}
y para potencias impares positivas, se obtiene esta expresión, relacionada con los números de Bernoulli:
{\displaystyle 1+2^{2k-1}+3^{2k-1}+\cdots =-{\frac {B_{2k}}{2k}}(\Re ).}
En esencia, todos estos resultados son valores de la función zeta de Riemann para valores negativos de la misma, o sea:
{\displaystyle \zeta (-2k)=1+2^{2k}+3^{2k}+\cdots =0(\Re )}
{\displaystyle \zeta (-(2k-1))=1+2^{2k-1}+3^{2k-1}+\cdots =-{\frac {B_{2k}}{2k}}(\Re ).}

## Otras consecuencias
Recientemente, el uso de C(1) ha sido propuesto como sumatorio de Ramanujan, puesto que se puede asegurar que una serie {\displaystyle \sum _{k=1}^{\infty }f(n)} admite una y sólo una sumatoria de Ramanujan, definida como el valor en 1 de la única solución de la ecuación en diferencias {\displaystyle R(x)-R(x+1)=f(x)\,} que verifica la condición {\displaystyle \int _{1}^{2}R(t)dt=0}.
La nueva definición de sumatorio de Ramanujan (denotado {\displaystyle \sum _{n\geq 1}^{\Re }f(n)}) no coincide con la anterior definición de sumatorio de Ramanujan (C(0)) ni con la suma de series convergentes, pero tiene propiedades interesantes, tales como:
Si R(x) tiende a un límite finito cuando  x→1, entonces la serie {\displaystyle \sum _{n\geq 1}^{\Re }f(n)} es convergente, obteniéndose:

{\displaystyle \sum _{n\geq 1}^{\Re }f(n)=\sum _{n\geq 1}^{\infty }f(n)-\lim _{n\to \infty }\int _{1}^{n}f(t)dt}

Otro interesante resultado es el siguiente:
{\displaystyle \sum _{n\geq 1}^{\Re }{\frac {1}{n}}=\gamma },
donde {\displaystyle \gamma } es la constante de Euler-Mascheroni.